# Savimetsa
Savimetsa – wieś w Estonii, w prowincji Tartu, w gminie Alatskivi.